# Антоний Попещи
Антоний I Попещи е господар на Влашко (1669 – 1672). Баща му е издигнат за болярин от Михай Витязул.
Антоний е издигнат за господар от семейство Кантакузино, като ролята му е на марионетка под тяхно попечителство. Свален е като господар от великия везир Фазъл Ахмед паша, който връща начело на Влашко Григоре I Гика.
Дъщеря му Мария (Марица) е съпруга на Константин Бранковяну. 